# Мерчант, Джо
Джо Мерчант (Jo Marchant) — британский журналист и писатель. Автор научно-популярных книг по археологии, античной астрономии и др.

## Образование
Имеет степень бакалавра в области генетики Лестерского университета и докторскую степень по микробиологии.

## Достижения
Широкую известность получили книги Мерчант по археологии и античной астрономии. Работала редактором журналов Nature и New Scientist. Публиковалась в The Guardian и The Economist.